# Tour of Szeklerland
Die Tour of Szeklerland (dt. Szeklerland-Rundfahrt) ist ein rumänisches Straßenradsport-Etappenrennen für Männer.
Die Tour of Szeklerland wurde im Jahr 2007 zum ersten Mal ausgetragen. Seit 2008 ist sie Teil der UCI Europe Tour und ist in die UCI-Kategorie 2.2 eingestuft. Das Rennen findet jährlich im Juli oder August in der rumänischen Region Szeklerland statt.

## Palmarès
| Jahr | Sieger              | Zweiter                | Dritter                |
| ---- | ------------------- | ---------------------- | ---------------------- |
| 2007 | Zoltán Remák        | Péter Kusztor          | Rida Cador             |
| 2008 | Martin Hebík        | Gergely Ivanics        | Swetoslaw Tschanliew   |
| 2009 | Witalij Popkow      | István Cziráki         | Aurélien Passeron      |
| 2010 | Ewgeni Gerganow     | Walter Pedraza         | Bruno Rizzi            |
| 2011 | Florian Bissinger   | Ioannis Tamouridis     | Martin Graschew        |
| 2012 | Witalij Popkow      | Anatolij Pachtussow    | Matej Marin            |
| 2013 | Georgi Georgiew     | Witalij Popkow         | Laurent Évrard         |
| 2014 | Stefan Christow     | Georgi Georgiew        | Oleg Berdos            |
| 2015 | Clemens Fankhauser  | Oleg Semljakow         | Serghei Țvetcov        |
| 2016 | Kirill Posdnjakow   | Alexander Schuschemoin | Matej Mugerli          |
| 2017 | Patrick Bosman      | Christian Mager        | Nicolae Tanovitchii    |
| 2018 | Nicolae Tanovitchii | Olexandr Prewar        | Andrii Bratashchuk     |
| 2019 | Jonas Rapp          | Paolo Totò             | Dominik Hrinkow        |
| 2020 | Jakub Kaczmarek     | Serghei Țvetcov        | Stanisław Aniołkowski  |
| 2021 | Alan Banaszek       | Daniel Auer            | Andrea Guardini        |
| 2022 | Szymon Rekita       | Emil Dima              | Maciej Paterski        |
| 2023 | Martin Messner      | Torbjørn Røed          | Cristian Răileanu      |
| 2024 | Lew Gonow           | Michael Kukrle         | Matthias Schwarzbacher |